# ハリウッド (プロレスラー)
ハリウッド（Hollywood）ことジーン・バソン（Jeanne Basone、1969年5月19日 - ）は、アメリカ合衆国の女子プロレスラー、女優、スタントウーマン。カリフォルニア州ロスアンゼルス出身。
1980年代、アメリカの女子プロレス団体であるGorgeous Ladies of Wrestling GLOWで、「ハリウッド」のリングネームで4シーズンの間活躍した。

## 来歴
1986年にプロモーターのデービッド・マクレーンにより旗揚げされたGLOWのオーディションに合格して演習生で採用されてモンド・ゲレロにトレーニングを受けてパートナーであるバインとタッグチームを結成。
1990年GLOWの解散の後インディプロレス団体を転転して活動。
1998年試合中に足を骨折した上に7針以上を縫う負傷を負った。
現在は個人プロダクションを運営,レスリングやキャットファイト映像を販売している。

## 得意技
- キャメルクラッチ
- フィギュア・フォー・レッグロック - 足4の字固め
- スリーパーホールド

## 獲得タイトル
- GLOW・タッグ王座[2]